# Foho Mude (Bobonaro)
Der Foho Mude (kurz Mude) ist ein Berg im osttimoresischen Verwaltungsamt Cailaco Gemeinde (Bobonaro) mit einer Höhe von 1088 m. Er liegt im Osten der Aldeia Mude (Suco Meligo), an der Grenze zum Suco Atudara. Südlich, durch einen Wasserlauf getrennt, liegt der Berg Leolaco (1913 m). Nördlich befindet sich der Lesululi (1242 m), mit dem vorgelagerten Dorf Poerema (Suco Goulolo).